# Ornithopodium sativum
Ornithopodium sativum là một loài thực vật có hoa trong họ Đậu. Loài này được (Brot.) Kuntze mô tả khoa học đầu tiên năm 1891.